# Christliche Kunst

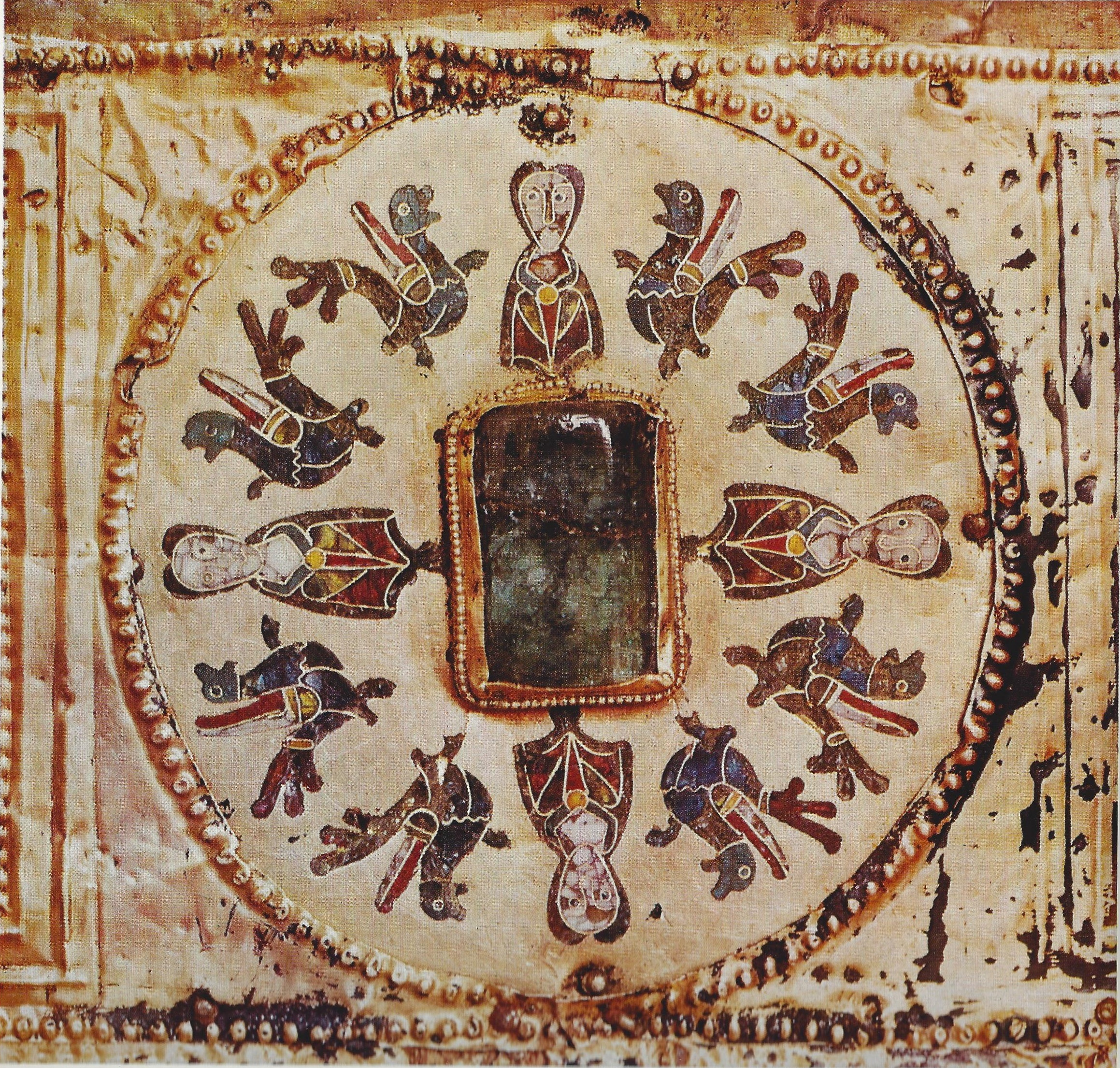
Romanisches Medaillon im Mindener Domschatz

Christliche Kunst, in der Kunstwissenschaft auch als Ars sacra (lat. für „heilige Kunst“) bezeichnet, umfasst im allgemeinen Sinn alle Bereiche künstlerischen Schaffens, die christliche Inhalte zum Thema haben, welche in verschiedenen Medien zum Ausdruck kommen – von der Musik über alle Bereiche der bildenden Kunst (insbesondere Malerei, Skulptur und Architektur) bis hin zur Kleinkunst (kirchliche Preziosen, Gerätschaften und Gewänder).

## Bildtheologie und Bildästhetik

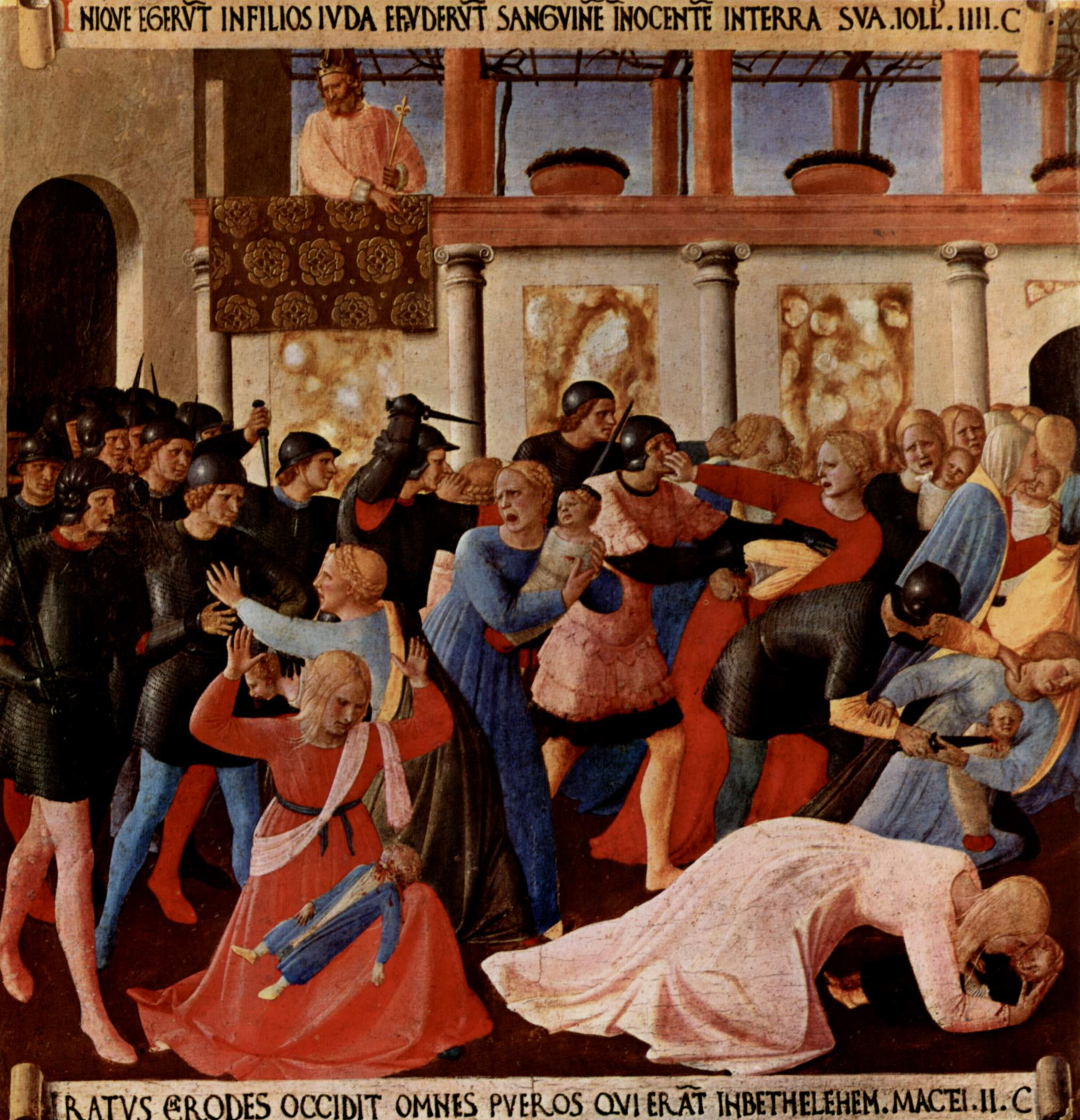
Fra Angelico: Der bethlehemitische Kindermord (um 1450)

Abzugrenzen ist die christliche Kunst, wie sie von der christlichen Gemeinschaft verstanden wird (Bildtheologie), gegenüber der religionsneutralen Sicht der Kunstgeschichte (Bildästhetik). Im ersten Fall wird christliche Kunst so definiert, dass sie Zeugnis von der biblischen Geschichte und von Glaubensinhalten gibt und den Betrachter als Gläubigen anspricht, ja ermahnt: Die Religion ist Inhalt. Im letzteren Fall wird christliche Kunst definiert als individuelles Zeugnis eines Künstlers, der zu einer gewissen Zeit an einem gewissen Ort seine Sicht zu einem christlichen Thema darstellte – in diesem Fall wird der Betrachter als Ästhet und Sammler angesprochen, für ihn sind Stil und malerische Qualität wichtig.
Bildtheologie und Bildästhetik war der Forschungsschwerpunkt des Kölner Theologen Alex Stock. Ihm ging es vor allem um die Vermittlung der bildenden Kunst als Kristallisationspunkt und Medium theologischer Auseinandersetzung. Dies zeigte Stock nicht nur an christlich-ikonographischen Bildwerken auf, sondern auch in Studien zu modernen und zeitgenössischen künstlerischen Phänomenen.

## Geschichtliche Entwicklung
Geschichtlich hat sich christliche Kunst zunächst als Bildtheologie entwickelt. Im Bilderstreit zwischen der Ost- und der Westkirche (byzantinischer Bilderstreit) trennten sich die östliche und die westliche Ikonographie. In den Ostkirchen pflegte man als christliche Kunst die Ikonenmalerei, die bis heute einen einheitlichen Stil bewahrt hat (byzantinische Ikonographie, russische und griechische Ikonenmalerei). Im Westen entwickelte sich die sinnenfreudige, das Weltliche nachbildende Malerei, die dem schönen Stil und der individuellen Künstlerhand immer mehr Bedeutung gab. Seit der Renaissance wurde das die Sinne ansprechende, verführerische Bild wichtiger als das ermahnende religiöse Bild.
Im reformatorischen Bildersturm wurden Gemälde, Skulpturen, Kirchenfenster und andere Bildwerke mit Darstellungen Christi und der Heiligen sowie weiterer Kirchenschmuck – teilweise auch Kirchenorgeln – aus den Kirchen entfernt, teils verkauft oder beschlagnahmt, zerstört oder beschädigt.
Der im Osten immer noch gültige Ansatz, christliche Kunst solle von gläubigen Künstlern für gläubige Christen geschaffen werden, wurde im Westen zu Beginn des 19. Jahrhunderts von den Nazarenern propagiert. Sie begründeten in Wien und Rom eine romantische Kunstrichtung, mit dem Ziel, die Kunst im Geist des Christentums aus der Wiederentdeckung alten italienischen und deutschen Schaffens heraus zu erneuern. Die Vertreter dieser Stilrichtung standen überwiegend dem Katholizismus nahe und beeinflussten die Kunst der gesamten Romantik. 

## Typen christlicher Kunst

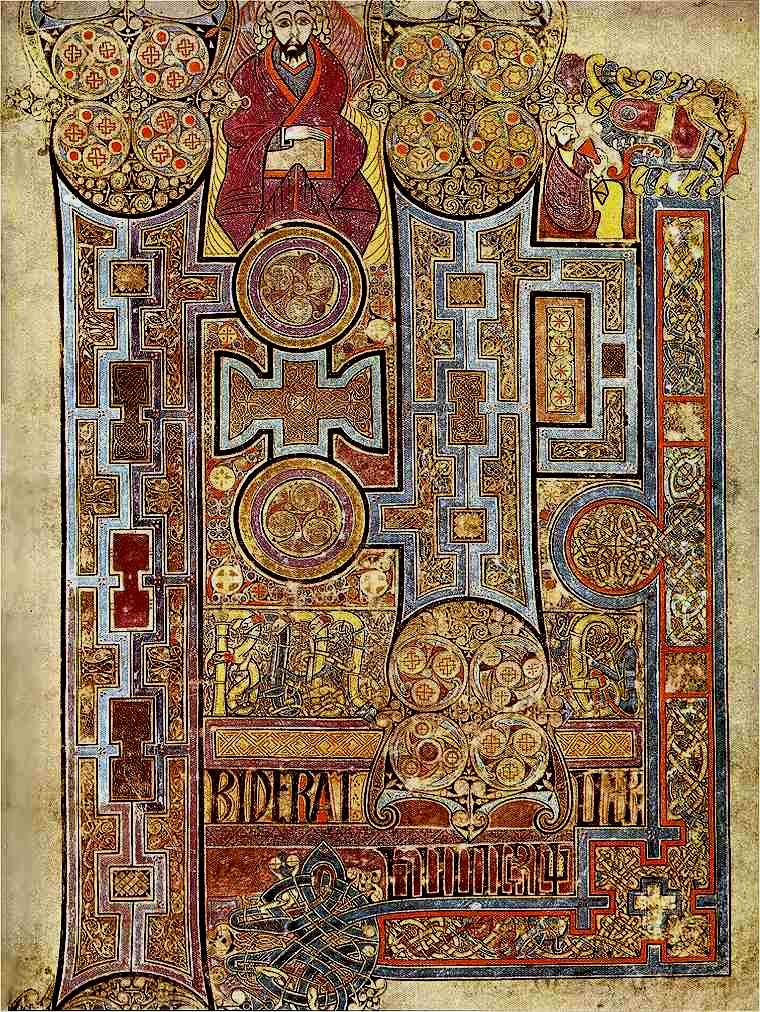
Die Buchmalerei war einst ein bedeutendes Element christlicher Kunst (hier: Beginn des Johannesevangeliums im Book of Kells, 9. Jahrhundert)

Seit dem 3. Jahrhundert bildete das Marienbild den häufigsten Gegenstand der christlichen Kunst. Es verleiht der Marienverehrung einen bildhaften Ausdruck. Auf den Bildern und Skulpturen werden häufig Szenen aus dem Marienleben, beispielsweise der englische Gruß, aufgegriffen. Verbreitet ist seit dem 13. Jahrhundert auch die Darstellung als Schutzmantelmadonna, die den Gläubigen unter ihrem ausgebreiteten Mantel Schutz bietet. Eine besondere Darstellung, die sich gehäuft in Frankreich findet, sind die schwarzen Madonnen. Sie stammen aus der Romanik und dem Barock. Auch außerhalb der Darstellungen Marias finden sich Mariensymbole, beispielsweise der Hortus conclusus.
Die älteste erhaltene vollplastische Marienfigur der abendländischen Kunst ist die Goldene Madonna, die um 980 entstand. Aus der Zeit der religiösen Renaissancemalerei stammen die Darmstädter Madonna, die Sixtinische Madonna und die Stuppacher Madonna.
Einen weiteren breiten Raum nimmt die Kreuzigung Christi ein. Die Darstellungsformen sind auch hier vielfältig. Die bildliche Darstellung der Kreuzigung zusammen mit Maria und dem Apostel Johannes wird als Kreuzigungsgruppe bezeichnet.
In den Ostkirchen, besonders den orthodoxen Kirchen des byzantinischen Ritus, haben Ikonen eine große Bedeutung. Neben Christusbildern sind Marienikonen das wohl häufigste Darstellungsmotiv. Als einer der Höhepunkte der russischen Ikonographie gilt die Dreifaltigkeitsikone von Andrei Rubljow. Vergleichbar mit den Ikonen sind in der Westkirche Gnadenbilder und Andachtsbilder. Das Gnadenbild Mariahilf von Lucas Cranach dem Älteren befindet sich im Hochaltar des Innsbrucker Doms. Neben den Darstellungen Christi und Mariens sind seit frühchristlicher Zeit auch Heiligenbilder nachweisbar.
Eine besondere Darstellung der Heiligen Dreifaltigkeit aus dem Mittelalter ist der Gnadenstuhl. Sogenannte Lukasbilder werden dem Evangelisten Lukas zugeschrieben.
Als besondere Form des Sakralbaus findet sich in der christlichen Kunst der Kirchenbau. Die Architektur von Kirchengebäuden ist häufig von reicher Symbolik geprägt. Als Beispiele lassen sich die Bernwardstür und die Christussäule im Hildesheimer Dom nennen. Zur Gestaltung von Flügelaltaren wurde häufig die Form eines Triptychons genutzt. Nicht ausschließlich in Kirchen werden Heiligenfiguren und Schutzmantelfiguren aufgestellt. 

## Sammlungen (Auswahl)
- Augustinermuseum
- Bistumsmuseen Regensburg
- Diözesanmuseum St. Afra
- Diözesanmuseum Bamberg
- Diözesanmuseum Eichstätt
- Diözesanmuseum Freising
- Diözesanmuseum Graz
- Diözesanmuseum Jaca
- Diözesanmuseum Rottenburg
- Dommuseum Hildesheim
- Dommuseum (Wien)
- Domschatzkammer Aachen
- Domschatzkammer Köln
- Domschatz- und Diözesanmuseum (Osnabrück)
- Domschatz- und Diözesanmuseum (Passau)
- Domschatzkammer Quedlinburg
- Dom- und Diözesanmuseum (Mainz)
- Erzbischöfliches Diözesanmuseum Paderborn
- Essener Domschatz
- Limburger Staurothek
- Mindener Domschatz
- Museum Schnütgen
- Schatzkammer Gurk
- Stiftung Christliche Kunst Wittenberg
- Vatikanische Museen

## Zeitschriften
- Kirche + Kunst (Fachzeitschrift für christliche Kunst)